# Eomaia
Eomaia, dat 'dageraad-moeder' betekent, is een van de oudst bekende geslachten van uitgestorven placentadieren. De enige bekende soort is Eomaia scansoria. Dit diertje leefde 125 miljoen jaar geleden (tijdens het Barremien, Vroeg-Krijt) en is gevonden in de Yixian-formatie, de beroemde fossielenvindplaats van de Noord-Chinese provincie Liaoning. Eomaia leefde samen met andere zoogdieren zoals Repenomamus, Sinodelphys, Zhangheotherium en multituberculaten, en gevederde dinosauriërs als Sinosauropteryx en Microraptor.

## Beschrijving
Het fossiel is tien centimeter lang en bijna volledig bewaard gebleven. De schedel en het skelet zijn vrijwel compleet en ook afdrukken van de vacht en weke delen zijn bewaard gebleven. Het lichaamsgewicht van het levende dier wordt geschat op twintig tot vijfentwintig gram. Het is uitzonderlijk goed bewaard gebleven voor een honderdvijfentwintig miljoen jaar oude verstening. Hoewel de schedel plat is, zijn tanden, kleine voetbotten, kraakbeen en zelfs de vacht zichtbaar. Het skelet duidt erop dat Eomaia een goede klimmer was en waarschijnlijk was het omnivoor die zowel vruchten als insecten at. Dit prehistorische diertje is te vergelijken met een hedendaagse huismuis.
De vernauwing van het bekken suggereert dat Eomaia levende jongen baarde, maar ze waren niet goed ontwikkeld. Dit is een indicatie van een slecht ontwikkelde placenta.Volgens de eerste beschrijving had het dier een buidelbeen. Het is zeer ongebruikelijk voor hogere zoogdieren, maar is bekend van vroege vertegenwoordigers. Anders is het een kenmerk van de buideldieren, cloacadieren en therapsiden waaruit de zoogdieren zich ontwikkelden.
Eomaia had de karakteristieke oorspronkelijke tandformule van de hogere zoogdieren: 5.1.5.34.1.5.3. Dat wil zeggen, het dier had vijf bovenste en vier onderste snijtanden en vijf voorste kiezen. Deze aantallen zijn atypisch voor moderne hogere zoogdieren, waar zich drie snijtanden boven en onder en vier voortanden bevinden.
Voordat Eomaia werd gevonden, was het oudste bewijs van een zoogdier met vacht zestig miljoen jaar oud. Eomaia is ongeveer vijfenzestig miljoen jaar ouder. Maar dat betekent niet dat oudere zoogdieren haarloos waren. Skeletkenmerken suggereren dat de voorouders van zoogdieren in het Vroeg-Trias of Laat-Perm al haar hadden. Huid versteent echter zelden en de goede conservatie van de Liáoníng-fossielen is uitzonderlijk.

## Classificatie
Volgens de paleontoloog Anne Weil was Eomaia geen placentadier. Het was eerder een vroege en basale vertegenwoordiger van de stam van alle placentadieren.
Eomaia scansoria, samen met Murtoilestes en Prokennalestes, ligt dicht bij de wortel van de stamboom, als resultaat van een verwantschapsanalyse op basis van tweehonderdachtenzestig kenmerken die werden verzameld door alle grote zoogdiergroepen uit de Middeleeuwen en de belangrijkste Eutheria-families van het Krijt. De drie taxa staan duidelijk dichter bij de huidige placentadieren dan bij huidige buideldieren. De positie van Eomaia aan de basis van de Eutheria is gebaseerd op kenmerken van het gebit, pols en enkel.
|  | Sinodelphys szalayi       |
|  |                           |
|  | Cenozoïcumse buideldieren |
|  |                           |

|  | Juramaia sinensis |
|  | |
|  | Montanalestes keeblerorum                                                                                             |
|  | |
|  | \| \| Murtoilestes abramovi \| \| \| \| \| \| Eomaia scansoria \| \| \| \| \| \| Prokennalestes trofimovi \| \| \| \| |
|  | |
|  | Cenozoïcumse placentadieren                                                                                           |
|  | |
|  | Murtoilestes abramovi                                                                                                 |
|  | |
|  | Eomaia scansoria |
|  | |
|  | Prokennalestes trofimovi                                                                                              |
|  | |

|  | Murtoilestes abramovi    |
|  |                          |
|  | Eomaia scansoria         |
|  |                          |
|  | Prokennalestes trofimovi |
|  |                          |

|  | Sinodelphys szalayi       |
|  |                           |
|  | Cenozoïcumse buideldieren |
|  |                           |

|  | Juramaia sinensis |
|  | |
|  | Montanalestes keeblerorum                                                                                             |
|  | |
|  | \| \| Murtoilestes abramovi \| \| \| \| \| \| Eomaia scansoria \| \| \| \| \| \| Prokennalestes trofimovi \| \| \| \| |
|  | |
|  | Cenozoïcumse placentadieren                                                                                           |
|  | |
|  | Murtoilestes abramovi                                                                                                 |
|  | |
|  | Eomaia scansoria |
|  | |
|  | Prokennalestes trofimovi                                                                                              |
|  | |

|  | Murtoilestes abramovi    |
|  |                          |
|  | Eomaia scansoria         |
|  |                          |
|  | Prokennalestes trofimovi |
|  |                          |

## Externe links

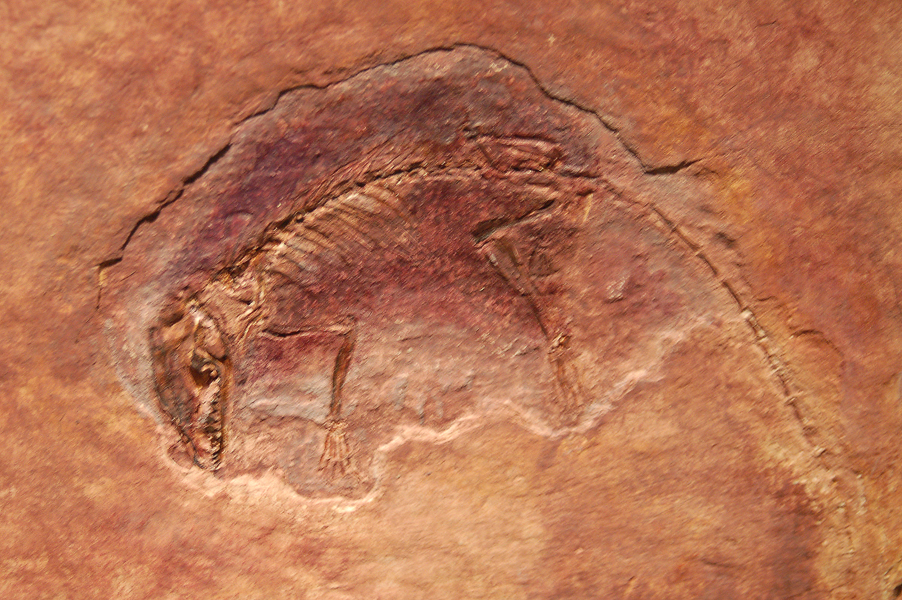
Afgietsel van het fossiel